# 7月3日
7月3日是阳历年的第184天（闰年是185天），离一年的结束还有181天。

## 大事记

### 19世紀以前
- 987年：法蘭西公爵于格·卡佩被正式推舉為法蘭克人之王，建立法蘭西王國卡佩王朝。
- 1608年：法國探險家山姆·德·尚普蘭建立魁北克市，此地成為法國殖民地新法蘭西的首府。

### 19世紀
- 1844年：大海雀絕種。
- 1849年：法国干涉军攻陷罗马。
- 1863年：美利堅邦聯將軍羅伯特·李命令邦聯軍發動皮克特衝鋒失敗，聯邦軍在蓋茨堡之役贏得勝利。
- 1866年：普魯士軍隊在柯尼希格雷茨戰役中擊敗奧地利帝國軍隊，取得普奧戰爭的決定性勝利。
- 1886年：德國機械工程師卡爾·賓士在曼海姆開始製作和出售第一輛賓士專利汽車。

### 20世紀
- 1904年：宋教仁等人在武昌成立科学补习所。
- 1905年：法国将教会和政府分离。
- 1914年：英國代表亨利·麥克馬洪與西藏噶廈代表簽訂《西姆拉條約》，中国政府代表拒签。
- 1923年：英国政府向各国提议国际共管中国。[1]
- 1924年：广州农民运动讲习所正式开学。
- 1931年：受萬寶山事件影響，朝鲜各地发生排华事件。
- 1940年：第二次世界大戰：英國皇家海軍在凱比爾港襲擊法國艦隊，因為他們擔心這些船隻會在法德停戰後落入軸心國手中。
- 1944年：苏联红军从纳粹德国手中收复白俄罗斯首都明斯克。
- 1954年：法国军队开始从越南撤军。
- 1957年：苏共解除马林科夫、莫洛托夫等人职务。
- 1962年：在公民投票通過後，法國總統夏爾·戴高樂宣布正式承認阿爾及利亞為獨立國家。
- 1970年：丹航空1903號班機墜毀在西班牙加泰隆尼亞的蒙特塞尼山脈上，機上112人全數罹難。
- 1978年：巴西、秘鲁等8国代表正式签署《亚马逊合作条约》，组成亞馬遜合作條約組織（英语：Amazon Cooperation Treaty Organization）。
- 1978年：中国停止对越南援助。
- 1979年：美國總統吉米·卡特簽署了一份總統調查結果，授權開展秘密行動，幫助聖戰者反對蘇聯支持的阿富汗民主共和國。
- 1986年：美國自由神像矗立紐約100周年。
- 1988年：伊朗航空655號班機從伊朗阿巴斯港飛往阿拉伯聯合酋長國杜拜途中，在波斯灣上空被美國海軍軍艦文森號擊落，機上290人全部罹難。
- 1993年：在河南省南陽地区的西峡盆地发现了恐龙蛋化石群。
- 1997年：古巴宣布找到切·格瓦拉遗骨。[2]

### 21世紀
- 2003年：明十三陵列入联合国《世界遗产名录》。[3]
- 2005年：西班牙成为世界上第三个承认同性婚姻的国家。
- 2008年：马来西亚副首相纳吉·阿都拉萨助理阿都拉萨·巴金达所聘用的私家侦探巴拉苏巴马廉（P Bala Subramaniam）揭露纳吉与蒙古女郎阿尔丹杜雅·沙丽布（Altantuya Shaariibuu）拥有性关系，而阿丹杜雅更是马来西亚向法国购买潜水艇的中间人，并曾经向纳吉索取50万美元的佣金。巴拉指出，虽然他接受警方录取口供书时，曾告知纳吉与阿丹杜雅拥有亲密的关系，但是警方却把这些惊人的内容删除，没纳入其供词里头，检控官也没有在法庭上盘问他此事[4]。
- 2008年：九龍巴士有八輛巴士因天水圍巴士爆炸事件正式除牌。
- 2011年：Lady Gaga首次入境台灣，台中市封這天為Lady Gaga日。
- 2013年：中華民國陸軍裝甲第542旅下士洪仲丘因禁閉單位不當操練而昏倒送醫，並於翌日凌晨死亡，隨後引發要求改善軍中人權及軍法改革的社會運動。
- 2013年：王建民在藍鳥隊連兩敗，被下放到3A，促使義大犀牛隊祭出優渥條件邀王建民加入[5]。
- 2013年：埃及軍方宣佈終止憲法，推翻首位民選總統穆爾西，並成立過渡政權[6][7]。
- 2013年：比利时国王阿尔贝二世宣布7月21日比利时国庆日退位，王位传给其子53岁的菲利普王储。
- 2015年：陽光動力號於夏威夷時間早上5點55分成功降落卡雷羅亞機場（英语：Kalaeloa Airport），以4天21小時52分完成從日本名古屋到美國夏威夷7212公里的航程[8]。
- 2015年：美国《华尔街日报》揭露，中东神秘人物将7亿美元（约26亿马币）的政治献金汇入马来西亚首相纳吉·阿都拉萨的银行户口里，以用作其下的「一个马来西亚发展有限公司」（1MDB），引起坊间争议，最终他被马来西亚法庭裁决无罪[9]。
- 2018年：马来西亚前首相纳吉·阿都拉萨在家中遭马来西亚反贪污委员会逮捕[10]。
- 2021年：日本靜岡縣熱海市因連日暴雨發生嚴重土石流，造成至少2人死亡、20人失蹤。
- 2023年：打破全球平均气温最高記錄。[11]
- 2025年：俄羅斯正式承認阿富汗伊斯蘭大公國，成為首個承認塔利班新政權合法性的主權國家。

## 出生
- 1423年：路易十一，法蘭西國王。（1483年逝世）
- 1442年：後土御門天皇，日本第103代天皇。（1500年逝世）
- 1518年：李时珍，中國明代医学家兼药物学家。（1593年逝世）
- 1534年：朝鮮明宗李峘，朝鮮國國王。（1567年逝世）
- 1728年：羅伯特·亞當，蘇格蘭建築師、室內設計師。（1792年逝世）
- 1854年：萊奧什·楊納傑克，捷克作曲家。（1928年逝世）
- 1883年：弗朗茨·卡夫卡，奥地利作家。（1924年逝世）
- 1887年：亨德莉卡·約翰娜·范萊文，荷蘭物理學家。（1974年逝世）
- 1890年：陳寅恪，中國歷史學家、語言學家、中央研究院院士。（1969年逝世）
- 1907年：萧军，中国现代小说家。
- 1914年：路易·德菲內斯，法國演員。（1983年逝世）
- 1914年：徐四民，緬甸華人報人、前全國政協常委。（2007年逝世）
- 1921年：藍，中国电影表演艺术家。
- 1924年：賈施雅，香港法官、政治人物。（2010年逝世）
- 1924年：納丹，新加坡政治家。（2016年逝世）
- 1930年：深作欣二，日本導演。（2003年逝世）
- 1930年：谷峰，香港男演員。（2025年逝世）
- 1931年：阮銘，中國政治學者以及政治評論家。
- 1935年：哈里遜·舒密特，美國地質學家、太空人，曾執行阿波羅17號任務。
- 1946年：鄭經翰，香港政治人物。
- 1946年：宮本雄二，日本外交官。
- 1946年：讓-呂克·馬里翁，法國哲學家、天主教神學家。
- 1948年：馬克·奧克蘭，美國語言學家。
- 1949年：薄熙來，中國政治人物，中共中央政治局委員。
- 1949年：原田真人，日本導演、編劇、製片人、演員、影評人
- 1950年：張抗抗，中國女作家。
- 1951年：让-克洛德·杜瓦利埃，海地政治人物，第35任海地總統。（2014年逝世）
- 1952年：張學明，香港政治人物。
- 1954年：樓南光，香港男演員。
- 1955年：李克強，中國政治人物，第7任中華人民共和國國務院總理。（2023年逝世）
- 1956年：敏昂來，緬甸軍政府最高領導人。
- 1956年：周荃，台灣立法委員。
- 1962年：湯姆·克魯斯，美國男演員。
- 1963年：翠西·艾敏，英國藝術家。
- 1964年：包偉銘，台灣藝人。
- 1964年：櫻井敏治，日本男性聲優。
- 1964年：派頓·瑞德，美国男导演。
- 1965年：康妮·尼爾森，丹麥女演員。
- 1966年：高永，臺灣漫畫家、作家。
- 1968年：吳倩蓮，臺灣女演員、歌手。
- 1970年：永島由子，日本女性聲優
- 1970年：志倉千代丸，日本企業家、作詞家、作曲家。
- 1970年：泰穆·塞蘭內，芬蘭職業冰球運動員
- 1971年：黃凱旋，華裔英國男演員。
- 1971年：朱利安·阿桑奇，澳大利亞記者，維基解密創辦人兼發言人。
- 1973年：桑晨，中國中央電視台主持人。
- 1973年：派翠克·威爾森，美國演員、歌手。
- 1976年：李飛飛，華裔美國計算機科學家。
- 1977年：勝杏里，日本男性聲優。
- 1978年：璜·瑞維拉，美國棒球選手。
- 1980年：奥利维亚·穆恩，美國女演員。
- 1980年：唐·麥克尤恩，加拿大女子冰壺運動員。
- 1981年：多田葵，日本女性創作歌手、聲優。
- 1982年：曾一鳴，中國男歌手。
- 1983年：鄭智善，韓國廚師。
- 1986年：稀勢之里寬，日本相撲力士，第72代橫綱。
- 1986年：羅比娜·穆基亞爾，阿富汗女子跆拳道運動員、政治人物。
- 1987年：賽巴斯蒂安·維特爾，德國一級方程式賽車車手。
- 1989年：任然，中國歌手。
- 1989年：賀來賢人，日本男藝人。
- 1989年：岡崎體育，日本創作歌手。
- 1989年：王丹妮，香港女演員、模特兒。
- 1990年：岩坂名奈，日本女子排球运动员。
- 1991年：王威晨，台灣棒球選手。
- 1991年：白癡公主，台灣YouTuber。
- 1991年：板野友美，日本女藝人，女子偶像團體AKB48前成員。
- 1992年：程雅晨，台灣女演員。
- 1992年：須藤茉麻，日本歌手，berryz工房成员
- 1993年：Roy Kim，韓國男歌手。
- 1993年：尼克·芬克，美國男子游泳運動員。
- 1998年：金東漢，韓國男子偶像團體WEi成員。
- 1999年：邱傲然，香港男藝人。
- 2001年：李孟恩，臺灣男子跆拳道運動員。
- 2009年：白潤音，台灣演員。

## 逝世
- 710年：唐中宗李显，唐朝皇帝（656年出生）
- 1062年：包拯，中国北宋官員（999年出生）
- 1722年：施世纶，清朝漕运总督（1659年出生）
- 1749年：威廉·瓊斯，英國數學家（1675年出生）
- 1832年：黎文悅，越南阮朝將軍（1763年/1764年出生）
- 1865年：岡田以藏，日本土佐藩鄉士，幕末四大人斬之一（1838年出生）
- 1885年：查爾斯·斯通斯崔特，美國天主教神父兼耶穌會士（1813年出生）
- 1904年：翁同龢，同治、光绪皇帝的老师（1829年出生）
- 1904年：西奧多·赫茨爾，犹太复国主义运动领袖（1860年出生）
- 1916年：海蒂·格林，美國商人、金融投資者（1834年出生）
- 1918年：穆罕默德五世，鄂圖曼帝國蘇丹，伊斯蘭哈里發（1844年出生）
- 1933年：伊波利托·伊里戈延，阿根廷政治人物，第19、21任阿根廷總統（1852年出生）
- 1969年：布萊恩·瓊斯，英國音樂家，滾石樂隊創始團員（1942年出生）
- 1971年：吉姆·莫里森，美國創作歌手、詩人，門戶樂團主唱（1943年出生）
- 1972年：楊業宏，香港演员（1900年出生）
- 1980年：沙拉夫（英语：Abdelhamid Sharaf），约旦首相（1939年出生）
- 1981年：陳文成，台灣白色恐怖受難者（1950年出生）
- 1985年：張榮冕，香港教育家及教育行政人員（1906年出生）
- 1985年：許不了，台灣知名喜劇演員（1951年出生）
- 1992年：羅斯伯爵夫人安妮·帕森斯，英國社交名流（1902年出生）
- 1994年：盧·霍德，澳洲男子網球運動員（1934年出生）
- 2017年：派屈克·史賓賽·約翰遜，美國醫生、作家（1938年出生）
- 2019年：約翰·巴瑞，美國企業家（1924年出生）
- 2022年：罗伯特·柯尔，美國化學家，富勒烯發現者之一，1996年諾貝爾化學獎得主（1933年出生）
- 2022年：倪匡，香港作家、編劇及節目主持人（1935年出生）
- 2022年：朱俐靜，台灣華語流行音樂女歌手（1981年出生）
- 2023年：閻明復，中國政治人物（1931年出生）
- 2025年：雪妮，香港女演員（1945年出生）
- 2025年：迈克爾·馬德森，美國演員、詩人、攝影師（1957年出生）
- 2025年：馬諾利斯·皮拉沃夫，烏克蘭政治人物（1964年出生）
- 2025年：迪奧戈·若塔，葡萄牙職業足球運動員（1996年出生）

## 节假日和习俗
- 白俄羅斯：独立日
- 臺灣台中市：Lady Gaga日[12]